# Pax deorum
Pax deorum (latin: gudernes fred) var en forestilling i romersk religion, om at det var menneskers opgaver at opretholde et godt forhold til guderne. Romerne mente, at det var vigtigt, da guderne ellers ikke ville hjælpe menneskene, og ulykkerne  ville ramme dem og jordens frugtbarhed forsvinde. Forbindelsen mellem guder og mennesker mindede om den, der var mellem klienter og patroner i det romerske samfund: den mest magtfulde og rige part uddelte gunstbevillinger til sin sin undergivne klient til gengæld for æresbevisninger og tjenesteydelser.
Guderne skulle behandles med respekt og modtage de nødvendige æresbevisninger i form af ofringer og andre religiøse ritualer. Romerne mente, at den rituelle kontakt mellem guder og mennesker var reguleret af en særlig guddommelig lov (ius divinum). Særlige præsteskaber skulle overvåge om de ritualerne blev udført efter alle foreskrifter. Præsterne arbejdede i forskellige kollegier, som hver især opbevarede skrifer, hvori ritualerne var beskrevet.
Mange af myter og legenderne om Roms grundlæggelse handler om omfangsformerne mellem guder og mennesker. Og om hvordan de, der optræder med den fornødne respekt for de gamle traditioner (mos maiorum) og besidder den vigtige dyd pietas (fromhed, respekt for traditionen), belønnes rigeligt af guderne, mens de, der gør det modsatte, straffes grusomt.
I 1. århundrede f.Kr. blev Romerriget kastet ud i række borgerkrige, og statskultens ritualer blev i høj grad negligeret, og religionen blev ikke taget alvorligt af den herskende klasse. Efter indførelsen af kejserdømmet gennemførte Augustus og kredsen omkring ham en række religiøse reformer, da det var en udbredt opfattelse, at borgerkrigens rædsler var et resultat af den manglende rituelle kontakt til guderne og respekt for dem, og af at Pax deorum var brudt. Som led i etableringen af det nye regime brugte Augustus genetableringen af statskulten som tegn på den nye fremgangsrige æra, som nu begyndte for Rom.